# Alice Bag
Alice Bag, de son vrai nom Alicia Armendariz (née le 7 novembre 1958 à Los Angeles, en Californie), est une chanteuse et musicienne américaine de punk rock.

## Biographie
La première partie du nom de scène d'Alice Bag lui est donnée par une institutrice anglophone qui ne pouvait pas prononcer son nom de naissance Alicia Armendariz. La seconde partie est venue quand elle a été l'une des leaders de The Bags, l'un des groupes fondateurs de la scène punk de Los Angeles qui a proposé une poussée pour le féminisme chicana à l'idée archétypale du punk en 1977.
Alice Bag a également participé à d'autres formations musicales, dont Las Tres, Stay at Home Bomb et Cholita.

### Sources
- The Decline of Western Civilization, documentaire de 1981 sur la scène punk de Los Angeles.